# Tom Fenchel
Tom Michael Fenchel (* 19. März 1940 in Kopenhagen) ist ein dänischer Meeresbiologe und emeritierter Professor an der Universität Kopenhagen. 
Fenchel promovierte 1964 und 1969 in Kopenhagen. Er war von 1970 bis 1987 an der Universität Aarhus Professor für Meeresbiologie, seit 1987 Professor für Zoologie und Ökologie an der Universität Kopenhagen. Er gilt als ein oft zitierter Forscher, sein botanisches Kürzel ist Fenchel. Er ist u. a. bekannt für das Fenchelsche Gesetz (1974), das sich mit dem Wachstum einer Population bezogen auf die Körpergröße des Organismus beschäftigt. 
Fenchel nahm 1986 den ECI-Preis und die Huntsman-Medaille entgegen. Seit 1977 Mitglied der Königlich Dänischen Akademie der Wissenschaften war er von 2004 bis 2008 deren Präsident. 1999 wurde er zum Mitglied der Academia Europaea gewählt. Er ist zudem seit 2007 auswärtiges Mitglied der Royal Society, der Norwegischen Akademie der Wissenschaften, der Königlich Schwedischen Akademie der Wissenschaften und der National Academy of Sciences. 2006 erhielt Fenchel den A.C. Redfield Lifetime Achievement Award.